# Blecher (Odenthal)
Blecher ist ein Ortsteil in Unterodenthal in der Gemeinde Odenthal im Rheinisch-Bergischen Kreis mit 1923 Einwohnern (Stand: 2010).

## Geschichte
Das Blechergut war ein Lehngut des Odenthaler Hofgerichts. Für den 13. August 1301 ist dort urkundlich Marsilius de Bleghere nachgewiesen.
Blecher war im Mittelalter Titularort der Honschaft Blecher im Kirchspiel Odenthal im Amt Porz im Herzogtum Berg. Die Topographia Ducatus Montani des Erich Philipp Ploennies, Blatt Amt Miselohe, belegt, dass der Wohnplatz 1715 als mehrere Höfe kategorisiert wurde und mit Blecher bezeichnet wurde. Carl Friedrich von Wiebeking benennt die Hofschaft auf seiner Charte des Herzogthums Berg 1789 als Blecher. Aus ihr geht hervor, dass Blecher zu dieser Zeit Teil von Unterodenthal in der Herrschaft Odenthal war.
Unter der französischen Verwaltung zwischen 1806 und 1813 wurde die Herrschaft aufgelöst und Blecher wurde politisch der Mairie Odenthal im Kanton Bensberg zugeordnet. 1816 wandelten die Preußen die Mairie zur Bürgermeisterei Odenthal im Kreis Mülheim am Rhein. Blecher war seit jeher Bestandteil der katholischen Pfarrei Odenthal.
Der Ort ist auf der Topographischen Aufnahme der Rheinlande von 1824, auf der Preußischen Uraufnahme von 1840 und ab der Preußischen Neuaufnahme von 1892 auf Messtischblättern regelmäßig als Blecher verzeichnet.
| Jahr | Einwohner | Wohn- gebäude | Kategorie             |
| ---- | --------- | ------------- | --------------------- |
| 1822 | 230       |               | Ackergüter            |
| 1830 | 288       |               | Ackergut              |
| 1845 | 348       | 54            | Ackergüter und Kotten |
| 1871 | 321       | 62            | Weiler                |
| 1885 | 287       | 65            | Wohnplatz             |
| 1895 | 109       | 23            | Wohnplatz             |
| 1905 | 263       | 55            | Wohnplatz             |

## Geographie und Etymologie
Der Ort liegt im äußersten Nordwesten von Odenthal im westlichen Teil des Bergischen Landes. Die angrenzenden Orte sind Altenberg im Süden, Erberich im Südwesten und im Norden die Stadt Burscheid. Hier lag ursprünglich ein ausgedehntes Wiesenland. Darauf entstand der Hof mit dem Namen Blech mit der Parzelle Bohn (blech mit der Bedeutung das Blachfeld, der Wiesenstreifen, die umzäunte Grasfläche, die freie Fläche im Wald, der offene Platz). Das führte zum Ortsnamen Blecher.
In der Umgebung gibt es die Ortschaften Hahnenblecher und Blechersiefen mit dem Namensbestandteil Blecher.

## Kultur und Sehenswürdigkeiten
An der Hauptstraße/Ecke Porzberg steht ein Wegekreuz aus Granit mit Korpus und INRI-Schild aus Metallguss.
Die Laienspielgruppe „Theaterkreis Altenberg“ führt in den Herbstferien an zwei Wochenenden ein Theaterstück auf.

## Vereine
Der Turn-Verein Blecher 04 hat etwa 1100 Mitglieder und bietet verschiedenste Sportarten an.

## Wirtschaft und Infrastruktur

### Verkehr

#### Straßenverkehr
Blecher ist über die Landstraße 310 erreichbar. Diese mündet nördlich des Ortes in die Landstraße 188, welche den Ort im Westen tangiert. In dem Ort mündet die Kreisstraße 29, welche nach Erberich im Süden führt. Ferner gibt es kleinere Straßen in die nächstgelegenen Ortschaften.
Die nächstgelegenen Autobahnauffahrten befinden sich nördlich in Burscheid zur A 1.

#### Öffentlicher Personennahverkehr
Blecher wird von zwei Buslinien und einer Nachtbuslinie erschlossen und gehört zum Tarifgebiet des Verkehrsverbund Rhein-Sieg (VRS). Es bestehen folgende Verbindungen:
- Linie 212: LEV Mitte – LEV Schlebusch – Odenthal Glöbusch – Odenthal Blecher – Altenberg
- Linie 260: Köln – Remscheid, tangiert Blecher in Straßerhof (Am Telegraf)[11]
- N 42: (Rundverkehr): Bergisch Gladbach S – GL Hebborn – Odenthal Mitte – Odenthal Blecher – Altenberg – Odenthal Mitte – GL Schildgen – GL Paffrath – GL Hand – GL An der Flora – Bergisch Gladbach S